# Тимохін Володимир Ілліч
Володи́мир Іллі́ч Тимо́хін (19 червня 1929, Дмитрівка — 16 лютого 1999, Київ) — український співак (ліричний тенор). Народний артист Української РСР (1965).

## Життєпис

Могила Володимира Тимохіна

Народився 19 червня 1929 року в селі Дмитрівці (нині Знам'янського району Кіровоградської області). Навчався в Одеській і Московській консерваторіях. 1975 року закінчив Київську консерваторію (нині — Національна музична академія України імені Петра Чайковського).
У 1952—1956 роках — соліст Ленінградського театру опери та балету імені Сергія Кірова. У 1956—1978 роках — соліст Київського театру опери й балету (нині Національна опера України імені Тараса Шевченка). У 1978—1987 роках — соліст Укрконцерту. Член КПРС з 1965 року.
Від 1976 року — викладач Київської консерваторії, від 1991 — професор. Серед учнів — Михайло Дідик, Едгар Бастідас, Андрій Романенко, Олександр Дяченко.
Помер на 70-му році життя 16 лютого 1999 року в Києві. Похований на Байковому кладовищі (ділянка № 49а, 50°25′1.10″ пн. ш. 30°30′5.70″ сх. д. / 50.4169722° пн. ш. 30.5015833° сх. д.).

## Партії
- Лоенгрін («Лоенгрін» Ріхарда Ваґнера).
- Рудольф («Богема» Джакомо Пуччіні).
- Андрій («Запорожець за Дунаєм» Семена Гулака-Артемовського).
- Андрій («Тарас Бульба» Миколи Лисенка).
- Олекса («Арсенал» Георгія Майбороди).
- Ленський («Євгеній Онєгін» Петра Чайковського).
- Каварадоссі («Тоска» Джакомо Пуччіні).
- Сераковський («Тарас Шевченко» Георгія Майбороди).
- Пінкертон («Мадам Баттерфляй» Джакомо Пуччіні).
- Надір («Шукачі перлів» Жоржа Бізе).
- герцог Мантуанський («Ріголетто» Джузеппе Верді).
- юродивий («Борис Годунов» Модеста Мусоргського).

## Премії

меморіальна дошка

- друга премія на конкурсі 6-го Всесвітнього фестивалю молоді та студентів у Москві (1957);
- на Міжнародному конкурсі вокалістів у Тулузі (1958)[1].

## Вшанування пам'яті
У Києві, в аудиторії № 28 Київської консерваторії, де працював співак, йому встановлено мармурову меморіальну дошку.